# Kara śmierci w Polsce

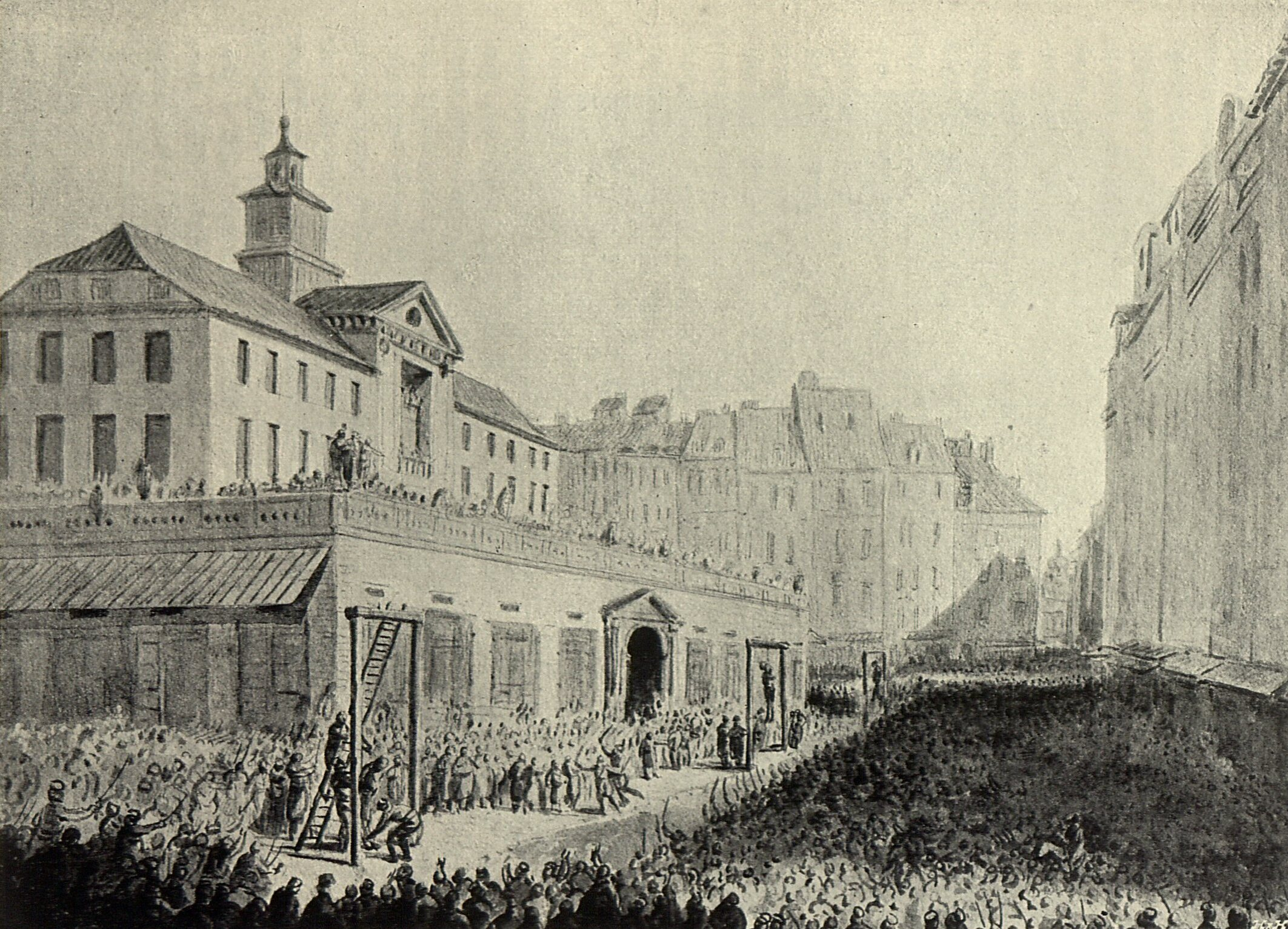
Wieszanie prawomocnie skazanych przywódców konfederacji targowickiej w Warszawie 9 maja 1794

Kara śmierci w Polsce – najwyższy wymiar kary stosowany nieprzerwanie w Polsce od początków powstania państwa polskiego, w okresie zaborów przez trzy państwa zaborcze (z wyjątkiem Rosji od rewolucji lutowej do październikowej w 1917 roku), aż do końca lat 80. XX wieku. Zniesiona w 1998 roku.

## Okres do 1918
W czasach średniowiecza kara śmierci była częścią prawa zwyczajowego. Śmiercią karane były zabójstwa, gwałty, rabunki, podpalenia, zdrada władcy bądź państwa, również fałszowanie monet. Karano poprzez łamanie kołem, ścięcie głowy, ukamienowanie, ćwiartowanie, spalenie na stosie, nabicie na pal bądź powieszenie.
Statuty Kazimierza Wielkiego zasądzały karę śmierci również za wyłudzanie nienależnych świadczeń z żup królewskich, zagarnięcie podatków bądź obracanie obcą monetą. Późniejsza konstytucja z 1586 przewidywała karę śmierci za czyny przeciwko moralności i dobrym obyczajom (sodomia, homoseksualizm), czyny przeciwko porządkowi publicznemu (gwałtowne najście na dom, napad na drodze), spiski przeciwko władzom miejskim, porwanie oraz za zabójstwo umyślne.

## II Rzeczpospolita
Karę śmierci przez rozstrzelanie przewidywały dwie kolejne ustawy z lat 1920 i 1921 o odpowiedzialności urzędników za przestępstwa popełnione z chęci zysku. Kara śmierci przewidziana była również w kodeksie karnym Makarewicza (w 5 artykułach) i kodeksie karnym wojskowym z 1932. Stosowana była (alternatywnie z karą więzienia, z wyjątkiem kilku przestępstw wojskowych) za najcięższe przestępstwa, tj. zabójstwo, zdradę stanu, służbę obywatela polskiego w armii nieprzyjacielskiej jeżeli sprawca bierze udział w działaniach wojennych przeciw Państwu Polskiemu, oraz (przejściowo 1920 – 23 w obu wymienionych ustawach) za korupcję popełnioną przez urzędników państwowych, jak i wobec osób korumpujących urzędnika. Groziła też za ujawnienie tajemnicy państwowej obcemu rządowi o ile spowodowało wielką szkodę dla bezpieczeństwa Państwa, albo popełnione zostało w czasie wojny i za sabotaż przedmiotów lub urządzeń, służących celom obronności lub Sił Zbrojnych, gdy spowodował wielką szkodę dla wojskowej obrony Państwa albo popełniony został w czasie wojny. Rozszerzenie listy przestępstw zagrożonych tą karą było możliwe w postępowaniu doraźnym.
Do 21 grudnia 1927 r. wyroki śmierci, zarówno wydane przez sądy powszechne, jak i wojskowe, wykonywane były przez rozstrzelanie, a ich wykonawcami byli żołnierze Wojska Polskiego. Od 22 grudnia 1927 r. wyroki śmierci wydane przez sądy powszechne wykonywane były przez powieszenie.

## Polska Rzeczpospolita Ludowa
Kara śmierci była przewidziana w Kodeksie Karnym Wojska Polskiego z 1944 roku, w tzw. sierpniówce, małym kodeksie karnym oraz kodeksie karnym PRL z 1969. Środkiem pozbawienia życia było powieszenie, w wypadku żołnierzy – rozstrzelanie.
W okresie stalinowskim 1944-1956 kara śmierci stosowana była masowo. W tym czasie w stu więzieniach stracono blisko trzy i pół tysiąca osób, zdecydowanie częściej przeciwników politycznych niż przestępców kryminalnych (w liczbach bezwzględnych). W ten sposób zamordowano wielu bojowników o wolność i niepodległość Polski z organizacji niepodległościowych, w tym w ramach szeroko stosowanych do połowy 1946 roku egzekucji publicznych. W taki oto sposób zginęli m.in. żołnierze podziemia niepodległościowego: szer. Władysław Skwarc, szer. Władysław Kudlik i chor. Henryk Książek (Trzech straconych). Prócz egzekucji publicznych karę śmierci orzekały sądy wojskowe i powszechne wobec żołnierzy podziemia; egzekucje dokonywane w więzieniach zyskały miano mordów sądowych. Mord sądowy popełniono m.in. na generale Auguście Emilu Fieldorfie czy rotmistrzu Witoldzie Pileckim. Karę śmierci orzeczono także dla trzech skazanych w 1953 r. w tzw. procesie księży kurii krakowskiej, sfingowanym procesie pokazowym w ramach represji wobec Kościoła Katolickiego.
Do roku 1950 minister sprawiedliwości był władny zarządzić publiczną egzekucję. Ostatnia miała miejsce 21 lipca 1946 w Poznaniu, gdzie na stokach cytadeli powieszono niemieckiego, nazistowskiego zbrodniarza, Reichstatthaltera Kraju Warty Arthura Greisera. W czasie jego wieszania stutysięczna publiczność, wśród której były także dzieci, klaskała i gwizdała. Po fali krytyki takich egzekucji minister sprawiedliwości Henryk Świątkowski podjął decyzję o ich zaprzestaniu.
Po okresie stalinowskim w PRL karę śmierci zasądzono i wykonano w przypadku gospodarczej afery mięsnej na Stanisławie Wawrzeckim; w przypadku afery skórzanej kara została zasądzona, ale nie została wykonana.
Szereg wydanych zaocznie wyroków śmierci w stanie wojennym zostało później uchylonych.
W Polsce kary śmierci nie wykonuje się od 1988 (ostatni wyrok wykonano przez powieszenie 21 kwietnia 1988 w krakowskim więzieniu przy ul. Montelupich na Andrzeju Czabańskim skazanym za gwałt i zabójstwo; ostatni wyrok przez rozstrzelanie za zabójstwo na tle seksualnym wykonano w Forcie Rembertowskim w Warszawie 7 marca 1979).
Łącznie w latach 1956–1988 w PRL stracono 321 osób.
7 grudnia 1989 Sejm PRL ogłosił amnestię, która m.in. osobom skazanym na karę śmierci zamieniała wyroki na 25 lat pozbawienia wolności.

## III Rzeczpospolita
Pomiędzy rokiem 1988 a 1996 sądy powszechne w Polsce orzekły karę śmierci wobec około 10 osób – na najwyższy wymiar kary skazano m.in. Mariusza Trynkiewicza, pedofila, który zgwałcił i zabił czterech chłopców, Janusza Kulmatyckiego, mordercę policjanta, Eugeniusza Mazura, mordercę czteroosobowej rodziny, czy Henryka Morusia, mordercę siedmiu osób, w tym matki i dziecka.
Na mocy ustawy z dnia 12 lipca 1995 o zmianie kodeksu karnego, kodeksu karnego wykonawczego oraz o podwyższeniu dolnych i górnych granic grzywien i nawiązek w prawie karnym wprowadzono ustawowe moratorium na wykonywanie kary śmierci, przewidziane na okres 5 lat (w kontekście lat 1988–1995 mówi się o moratorium faktycznym) i przywrócono do polskiego systemu prawnego karę dożywotniego pozbawienia wolności, która została zniesiona w 1970 roku. Sądy, pomimo tego, iż miały możliwość orzekania kary śmierci, wymierzały jednak karę łagodniejszą. Ostatni wyrok śmierci w Polsce orzeczono w lutym 1996 – Sąd Wojewódzki w Elblągu skazał na tę karę 23-letniego Zbigniewa Brzoskowskiego, mordercę dwóch kobiet.
1 września 1998, wraz z wejściem w życie nowego Kodeksu karnego z 1997, kara śmierci w Polsce została zniesiona. Osobom już na nią prawomocnie skazanym zamieniono wyroki na dożywotnie pozbawienie wolności. Protokół nr 13 do Europejskiej Konwencji Praw Człowieka znoszący karę śmierci we wszystkich okolicznościach został ratyfikowany przez prezydenta Bronisława Komorowskiego 27 sierpnia 2013. Równocześnie Drugi Protokół Fakultatywny do Międzynarodowego Paktu Praw Obywatelskich i Politycznych dopuszczający stosowanie tej kary w czasie wojny (o ile zastrzeżono to przy ratyfikacji) został ratyfikowany bez zastrzeżeń.
Przepisy wprowadzające Kodeks z 1997 roku, które weszły w życie w 1998, nakazywały wymierzanie – w przypadku stosowania dawnych, ale wciąż obowiązujących przepisów – kary dożywotniego pozbawienia wolności zamiast kary śmierci. Wśród karnistów istnieje spór co do tego, czy owe przepisy zmodyfikowały treść tychże dawnych przepisów przez zmianę przewidzianej tam kary śmierci na dożywocie, czy też – pozostawiając ją w dotychczasowym brzmieniu – nakazały stosowanie kary dożywotniego pozbawienia wolności zamiast kary głównej. Przyjmując ten drugi pogląd, należy uznać, że w polskim systemie prawnym kara śmierci wciąż istnieje, na mocy nieuchylonego dekretu PKWN z dnia 31 sierpnia 1944 r. o wymiarze kary dla faszystowsko-hitlerowskich zbrodniarzy winnych zabójstw i znęcania się nad ludnością cywilną i jeńcami oraz dla zdrajców Narodu Polskiego.
Postulat przywrócenia kary śmierci podnoszony jest przez niektóre partie polityczne. Konsekwentnie od początku istnienia postulat utrzymania i – później – przywrócenia kary śmierci podnosi Unia Polityki Realnej, Kongres Nowej Prawicy, Koalicja Odnowy Rzeczypospolitej Wolność i Nadzieja (KORWiN, Wolność)
oraz Konfederacja Wolność i Niepodległość (Konfederacja). W październiku 2004 Prawo i Sprawiedliwość zgłosiło projekt nowelizacji kodeksu karnego, przewidujący m.in. przywrócenie kary śmierci; projekt został odrzucony przez Sejm większością głosów. Wprowadzenie kary śmierci wiązałoby się z koniecznością wypowiedzenia Europejskiej Konwencji Praw Człowieka wraz z protokołem szóstym (zakazującym stosowania kary śmierci w okresie pokoju).
W 2004 odsetek popierających ten rodzaj kary wynosił w polskim społeczeństwie 77%. W marcu 2007 poparcie wynosiło 63%, dezaprobatę dla tej idei wyraziło 31% badanych. Według sondażu SW Research dla Newsweeka z 2016 roku 45% Polaków chce przywrócenia kary śmierci, co trzeci badany jest temu przeciwny.
W czerwcu 2019 roku w sondażu przeprowadzonym przez Instytut Badań Pollster aprobatę dla pomysłu wprowadzenia kary śmierci wyraziło 60% badanych, 27% było przeciwnych, zaś 13% nie potrafiło wyrazić swojej opinii na ten temat.
W maju 2023 roku, po śmierci 8-letniego Kamila z Częstochowy, ówczesny premier Mateusz Morawiecki domagał się przywrócenia kary śmierci dla sprawców najcięższych przestępstw. Podobne zdanie wyraził także Krzysztof Sobolewski, ówczesny sekretarz generalny Prawa i Sprawiedliwości.